# متين توريل
متين توريل (بالتركية: Metin Türel)‏ (ولد 13 سبتمبر 1935) هو مدرب كرة قدم تركيدرب أغلب الفرق التركية كذلك درب منتخب تركيا لكرة القدم من العام 1977حتى 1978.

## روابط خارجية
- متين توريل على موقع اتحاد تركيا (مدرب) (الإنجليزية)
- متين توريل على موقع عالم كرة القدم.نت (الإنجليزية)